# Władysław Miegoń
Władysław Miegoń (* 30. September 1892 in Samborzec; † 15. Oktober 1942 im KZ Dachau) war ein Militärgeistlicher der Polnischen Kriegsmarine der Zweiten Polnischen Republik, zuletzt im Range eines starszy kapelan. Als Seliger der römisch-katholischen Kirche wird er auch als Schutzpatron der polnischen Streitkräfte und/oder der polnischen Kriegsmarine verehrt.

## Leben
Sein Onkel war der ebenfalls mit den 108 polnischen Märtyrern seliggesprochene Antoni Rewera. Miegoń trat 1908 ins Priesterseminar ein. Am 2. Februar 1915 wurde er zum Priester geweiht, am 28. November 1918 bat Miegoń um Versetzung in die Militärseelsorge. Sein Bischof, Marian Józef Ryx, gestattete dies erst auf wiederholten Antrag. 1920 nahm er an der berühmten Vermählung mit dem Meer teil. Für die während des polnisch-sowjetischen Krieges gezeigte Tapferkeit verlieh im Marschall Józef Piłsudski persönlich den Virtuti Militari und das Goldene Verdienstkreuz. Während seiner Dienstzeit in der Marine segnete er einige Schiffe. Von 1924 bis 1928 und erneut ab 1934 diente er als Militärgeistlicher in Gdynia.
Am 19. September 1939 wurde Miegoń von den Deutschen gefangen genommen. Eine ihm gebotene Freilassung lehnte er ab. Ab dem 8. Juli 1942 war er im Konzentrationslager Dachau; dort starb er den Märtyrertod. Seine Häftlingsnummer war die 21223.

## Auszeichnungen (Auswahl)
- Silbernes Kreuz des Ordens Virtuti Militari (5. Juni 1921; Verleihungsnummer 4023)
- Goldenes Verdienstkreuz der Republik Polen[4]

## Patronat (Auswahl)
- Garnisonskirche der Marine in Świnoujście
- Pfarrei des Grenzschutzes in Chełm